# Prima la musica e poi le parole
Prima la musica e poi le parole (deutsch: Erst die Musik und dann die Worte) ist ein „Divertimento teatrale“ (auch „Operetta a quattro voci“) in einem Akt von Antonio Salieri auf einen Text von Giovanni Battista Casti. Der korrekte Titel lautet Prima la musica, poi le parole, auf einem der Manuskripte findet sich auch „Prima la musica, dopo le parole“.

## Entstehung
Salieris einaktige Oper entstand im Auftrag Kaiser Josephs II. für ein „Frühlingsfest an einem Wintertage“. Zum gleichen Anlass komponierte Wolfgang Amadeus Mozart die Musik zum Singspiel Der Schauspieldirektor KV 486. Die beiden Stücke sollten jedoch nicht – wie oft behauptet wird – die Konkurrenz unter den beiden Komponisten mit ihren Librettisten schüren, sondern die Dramaturgien und Ensembles des „Deutschen National-Singspiels“ und der Hofoperisten in einen pikanten Wettstreit treten lassen.
Die Uraufführung fand am 7. Februar 1786 in der Orangerie von Schloss Schönbrunn statt.

## Inhalt und Form
Das Stück erscheint im Gewand einer klassischen Theater-Satire, zahlreiche Sitten und Unsitten des Musiktheaterbetriebs der Zeit werden aufs Korn genommen, zudem erscheinen als Parodie auf die Opera seria einige Zitate aus Giuseppe Sartis Erfolgsoper Giulio Sabino, die 1785 in Wien mit dem berühmten Kastraten Luigi Marchesi in der Titelrolle gegeben wurde. Im Schlussquartett bietet Salieri seine ganze kompositorische Raffinesse auf und lässt die zwei rivalisierenden Sängerinnen Tonina (Sopran) und Donna Eleonora (Sopran) gleichzeitig (!) ihre Arien proben.
Die Ouvertüre des kleinen Werkes übernahm Salieri später in sein von Lorenzo da Ponte gedichtetes „Dramma tragicomico“ Il pastor fido, das am 11. Februar 1789 im Wiener Burgtheater Premiere hatte. Es sangen: Nancy Storace, Eleonora; Stefano Mandini, Il compositore; Francesco Benucci, Il poeta; Celeste Coltellini, Tonina.

## Aufführungsgeschichte
Das Werk wurde als erste Oper Salieris 1972 von Friedrich Wanek und Josef Heinzelmann kritisch herausgegeben und von Josef Heinzelmann übersetzt. Diese Ausgabe verzeichnete als Vorreiter der dann durch Peter Shaffers Stück Amadeus (1979) und den gleichnamigen Film vorangetriebenen Rehabilitation Salieris zahlreiche Aufführungen, meist wie bei der Uraufführung in der Koppelung mit Mozarts Schauspieldirektor: 1973 in Dubrovnik durch das Nationaltheater Zagreb und in Turin, 1974 beim Caramoor-Festival und dem in Spoleto, sowie in der Folge in Trier, Warschau, Boston, Lissabon, Rom, Metz, Tokio, Houston, Amsterdam, Lyon, Graz, Berlin (Deutsche Staatsoper), Frankfurt, Potsdam, Hanoi, Bangkok, Lüttich, Seoul usw. Ferner gab es unzählige Inszenierungen an Konservatorien und durch kleine Truppen.
Die deutsche Erstaufführung fand 1975 in der Akademie der Künste in Berlin statt. Das JEM (Junges Ensemble für Musiktheater) spielte es unter der musikalischen Leitung von Martin Fischer-Dieskau (Regie: Annegret Ritzel, Bühnenbild: Mathias Fischer-Dieskau) zusammen mit dem Opernintermezzo Il geloso schernito von Pietro Chiarini (irrtümlich Giovanni Battista Pergolesi zugeschrieben). Sie wurde live im AFN übertragen. Gastspiele von Prima la musica fanden am Schlosstheater Drottningholm, Stockholm, und zur KSZE in Helsinki statt.
Eine konzertante Aufführung in Den Haag unter Nikolaus Harnoncourt wurde nur in Fragmenten auf Platte und CD veröffentlicht (u. a. mit Robert Holl, Thomas Hampson und Roberta Alexander). Harnoncourt dirigierte das Werk nochmals konzertant bei den Salzburger Mozartwochen 2002 sowie im Jahr 2005 in Wien. Diesen beiden Aufführungen lag bereits vorläufiges Aufführungsmaterial einer von dem Musikwissenschaftler Thomas Betzwieser edierten kritischen Neuausgabe des Werkes zugrunde. Diese wurde im April 2007 offiziell beim 13. Bayreuther Osterfestival vorgestellt und erschien 2013 im Druck, als 1. Band der Reihe Opera. Spektrum des Europäischen Musiktheaters in Einzeleditionen. Die Übersetzung des italienischen Originaltextes besorgte Stefan A. Troßbach.
Der Titel von Salieris Vier-Personen-Stück ist mittlerweile zum geflügelten Wort geworden. Dabei geht es nicht um den Vorrang der Musik vor dem Text als vielmehr um eine unsinnige zeitliche Reihenfolge, weil sich hier ein Routinekomponist von einem Provinzlibrettisten nachträglich neue Texte auf schon vorhandene Musiknummern schreiben lässt. Salieri hatte sich – weitaus stärker als sein Kollege Mozart – der Opernreform Christoph Willibald Glucks angeschlossen, die auf der Suche nach dramatischer Wahrheit den Primat des Wortes vor der Musik predigt.
Oft wird erwähnt, dass Richard Strauss’ Konversationsstück für Musik Capriccio zu großen Teilen auf Castis Libretto fußen soll. Dort heißt es: „Prima la musica, dopo le parole“. In Wirklichkeit hat die Handlung keinerlei Bezüge zu Salieri und Casti, wohl aber die des Vorspiels zu Ariadne auf Naxos.